# Natitingou I
Natitingou I è un arrondissement del Benin situato nella città di Natitingou (dipartimento di Atakora) con 11.564 abitanti (dato 2006).